# Reichenbachfall-Bahn

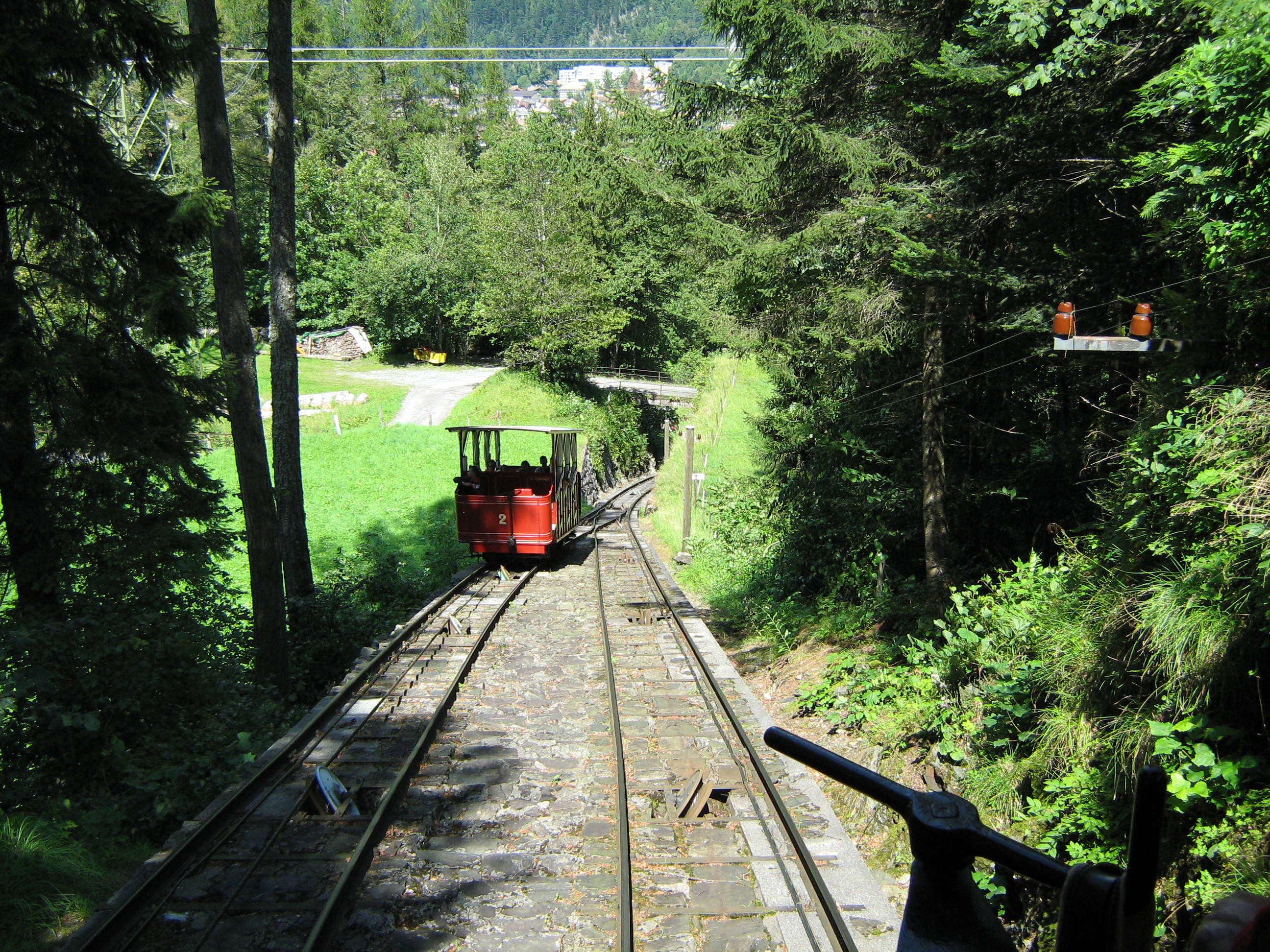
Wagon na trasie

Reichenbachfall-Bahn (RfB) – kolej linowo-terenowa, znajdująca się w pobliżu Meiringen w Szwajcarii.

## Charakterystyka i historia
Kolej łączy (bez stacji pośrednich) miejscowość Willigen w gminie Schattenhalb z wodospadem Reichenbach, związanym z postacią Sherlocka Holmesa. Linia ma długość 714 metrów, rozstaw szyn wynosi 1000 mm, przewyższenie na trasie to 244 metry, a nachylenie trasy ma 617‰. Operatorem przewozów jest EWR Energie AG. Dawniej dolna stacja była zlokalizowana w pobliżu przystanku tramwaju z Meiringen. Tramwaj ten miał rozstaw szyn 1000 mm i był zelektryfikowany prądem 500 V. Rozebrano go w 1956. Pojedynczy otwarty wagon zabiera na pokład 24 pasażerów. Całość zbudowano w 1899, celem uprzystępnienia turystycznego wodospadu, jak i zapewnienia rozległych widoków na okoliczne doliny i szczyty alpejskie.

## Galeria

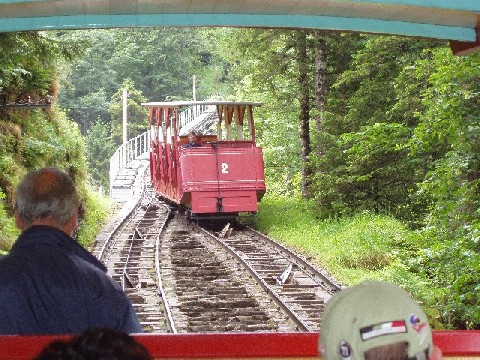
Mijanka
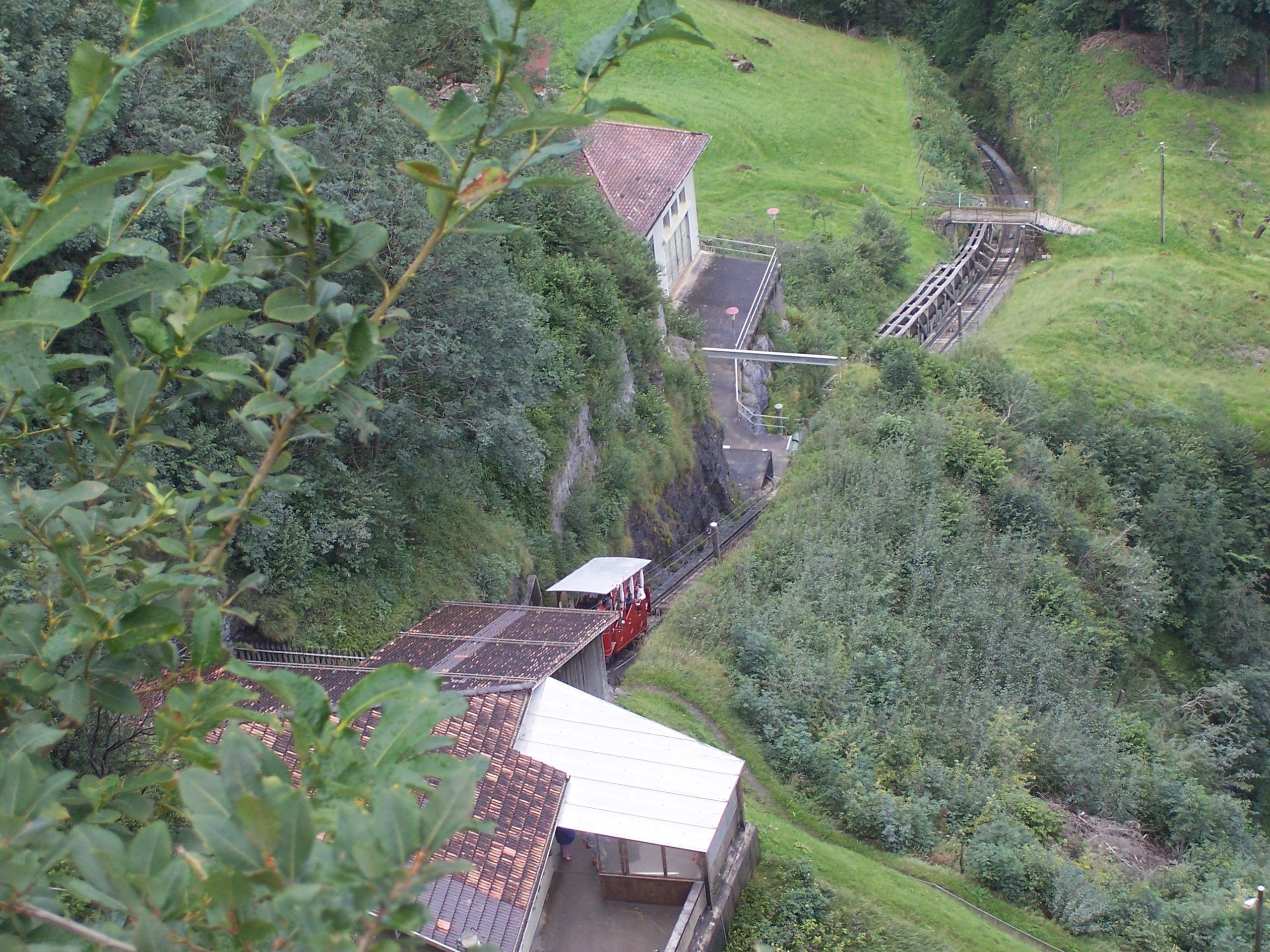
Górna stacja
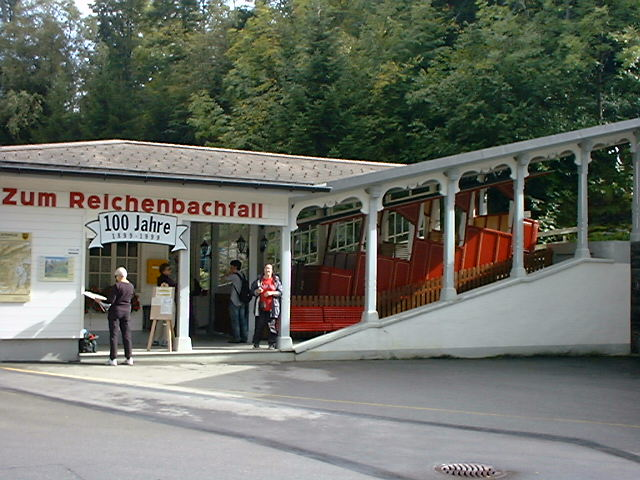
Dolna stacja